# Gatutidning

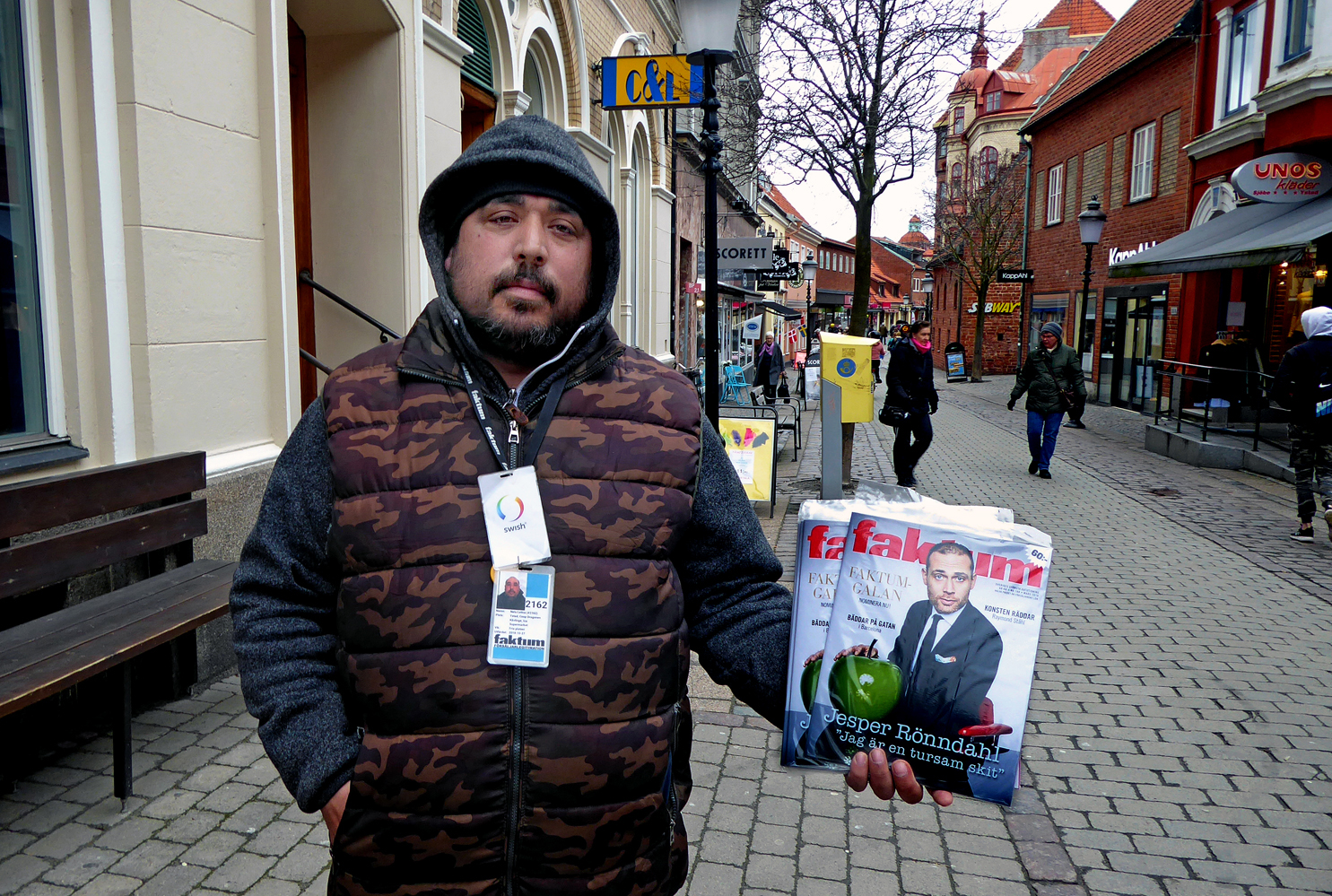
Gatutidning Faktum.

Gatutidningar säljs av hemlösa där (oftast) hälften av försäljningspriset går till den hemlöse själv för att denne skall tjäna sitt levebröd.

## Svenska gatutidningar
- Aluma – Skåne (nedlagd)
- Faktum - Västra Götaland, Skåne, Småland och Halland.
- Folk är folk - säljs av EU-migranter över hela landet
- Situation Sthlm - Stockholm
- Vasaplan[källa behövs] - Umeå